# 25416 Chyanwen
25416 Chyanwen è un asteroide della fascia principale. Scoperto nel 1999, presenta un'orbita caratterizzata da un semiasse maggiore pari a 2,4345296 UA e da un'eccentricità di 0,0335416, inclinata di 3,62644° rispetto all'eclittica.